# 在喜
在喜（1980年5月25日—），韩国男演員。藝名常被音譯為在熙，本名李贤均。
因在電影《感官樂園》有著出色的表現而開始受到矚目，更因此獲得2004年青龙电影节最佳新人奖，通過电视剧《豪杰春香》躋身成為韓國一線红星。2008年8月5日入伍服役，2010年6月18日退伍。

## 個人生活
2012年10月23日，在喜被曝隱婚且育有一個1歲多的兒子，妻子李某是某醫院的室長。而後在喜透過經紀公司發表聲明透露已經註冊結婚，由於女方是圈外人，所以未公開婚姻，並非刻意隱婚。

## 演出作品

### 電視劇
| 年份   | 電視台    | 劇名                                     | 角色               |
| ------ | --------- | ---------------------------------------- | ------------------ |
| 1997年 | MBC       | 《山》                                   |                    |
| 1998年 | SBS       | 《我心荡漾》                             |                    |
| 1998年 | SBS       | 《三男三女》                             |                    |
| 1998年 | SBS       | 《順風婦產科》                           | 披薩店小弟 (客串)  |
| 2000年 | KBS       | 《学校2》                                |                    |
| 2001年 | MBC       | 《悄悄爱上你》                           |                    |
| 2005年 | KBS       | 《豪杰春香》                             | 李夢龍             |
| 2006年 | SBS       | 《我的女孩》                             | 李夢龍（特別演出） |
| 2007年 | SBS       | 《魔女幼熙》                             | 蔡戊龍             |
| 2008年 | KBS       | 《三個爸爸一個媽媽》                     | 崔廣熙             |
| 2008年 | KBS       | 《傳說的故鄉》（「烏口公子」單元中主演） |                    |
| 2011年 | Channel A | 《女人的色彩》                           | 尹俊秀             |
| 2012年 | MBC       | 《May Queen》                            | 朴昌熙             |
| 2013年 | SBS       | 《張玉貞，為愛而生》                     | 玄治秀             |
| 2013年 | JTBC      | 《老大》                                 | 朴舜澤             |
| 2015年 | KBS       | 《守護家族》                             | 鄭宇真             |
| 2016年 | OCN       | 《吸血鬼偵探》                           | 韓圭珉（特別演出） |
| 2017年 | MBC       | 《你太過分了》                           | 趙成澤（特別演出） |
| 2018年 | OCN       | 《Voice2》                               | 孙浩民（特別演出） |
| 2019年 | MBC       | 《龍王保祐》                             | 馬楓道             |
| 2021年 | MBC       | 《成為飯吧》                             | 鄭慶秀             |

### 網路劇
- 2016年：NAVER tvcast《不朽的女神》飾演 姜敏俊

### 電影
| 年份   | 片名                 | 角色                                    |
| ------ | -------------------- | --------------------------------------- |
| 1999年 | 《靈異生死戀》       | 彩星弟弟                                |
| 2000年 | 《血色海灘》         | 元日                                    |
| 2004年 | 《大韓民國代表老師》 |                                         |
| 2004年 | 《空屋情人》         | 泰錫                                    |
| 2005年 | 《格鬥的技術》       | 宋秉泰                                  |
| 2006年 | 《傳說的故鄉》       | 賢植                                    |
| 2007年 | 《一片丹心要劈腿》   | 成賢 （因投資方問題，電影最終沒有上映） |
| 2008年 | 《神賦予的任務》     | 崔江                                    |
| 2010年 | 《花-蝴蝶的襲擊》    |                                         |
| 2010年 | 《鐵拳》             | 花郎                                    |
| 2013年 | 《一場風花雪月的事》 | 金正熙                                  |
| 2017年 | 《新傳統童話》       | 興夫                                    |

### MV
- 2002年：Piano《Endless Love》
- 2004年：玻璃箱子《找人》
- 2004年：Ran《It's sad to love》
- 2005年：林正姬《Music Is My Life》
- 2007年：Bubble Sisters《愛情塵埃》（與金有美）
- 2008年：車秀景《空蕩蕩的心》

## 綜藝節目
- 2021年：《同床異夢2 - 你是我的命運》

## 获奖
- 2004年：第25屆青龙电影獎－男子新人奖《空房子》
- 2005年：KBS演技大赏－最佳新人奖、最佳情侣（与韩彩英）《豪杰春香》
- 2012年：MBC演技大賞－連續劇部門 男子優秀演技獎《May Queen》

## 備註與參考資料

## 外部連結
- NAVER
- EPG 
- 在喜的X（前Twitter）
- 在喜的Instagram帳戶
- 在喜的Daum網站（页面存档备份，存于）
- 經紀公司建立之官方網站（页面存档备份，存于） 